# سونباش
سونباش (انگلیسی: Sunbash) یک شهرک در شهرستان شارانسکی استان باشقیرستان کشور روسیه است.